# Lee DeWyze
Leon James "Lee" DeWyze, Jr., född 2 april 1986, är en amerikansk sångare-låtskrivare från staden Mount Prospect, i delstaten Illinois i USA. Han vann år 2010 säsong 9 av den tv-sända musiktalangtävlingen American Idol. Tvåa det året blev Crystal Bowersox. Tidigare har han utgivit två oberoende album: So I'm Told år 2007 och Slumberland år 2010.

## Tidigt liv
Lee DeWyze gick på Saint James Catholic Elementary School i Arlington Heights, Illiniois och Prospect High School. Efter Prospect High studerade han vid Forest View Alternative School i Arlington Heights, enligt honom själv sporrad av sitt musikintresse och inspirerad av sina lärare. Han tog aldrig examen från dessa gymnasieskolor. Lee DeWyze började arbeta i en färgaffär när han var 15 år och fortsatte jobba där som försäljare tills uttagningarna för American Idol blev ett heltidsengagemang när han kvalificerades för "Hollywood week". Han är musikaliskt inspirerad av bland andra Cat Stevens, Eric Clapton, Ben Harper, och Simon & Garfunkel.

### Privatliv
Lee DeWyzes föräldrar heter Lee DeWyze Sr. och Kathleen DeWyze. Pappan har arbetat som brevbärare i Elk Grove Village och hans mamma på en radiologiavdelning på ett sjukhus. Han har en äldre syster som heter Sarah. Lee har en brittisk bulldog som heter Capone, är höjdrädd och tycker om att spela scrabble. På sin blog skriver han också att han ringde sin familj före varje uppträdande på American Idol.
Han har fyra tatueringar varav en med lyrik från en låt av Cat Stevens. Den fjärde tatueringen skaffade han tillsammans med andra tävlande i American Idol. Den föreställer en siluett av Chicagos flagga och är placerad på hans högerarm. Förutom att spela gitarr och sjunga spelar han även trummor.

## Innan Idol
Lee DeWyzes musikkarriär börjande när han var omkring 16-17 år. Han mötte då skivbolaget WuLi Records ägare Louis Svitek och Ryan McGuire från bolaget Virginia Gentlemen. Innan Lee blev antagen till musiktävlingen släppte han två skivalbum: So I'm Told (2007) och Slumberland (2010) Båda producerades av Ryan McGuire.
I en kort skräckfilm, Deadscapes: Broken Road (2006) spelade Lee DeWyze en i en trio i ett land som tagits över av "de odöda".

## American Idol
Lee DeWyze provsjöng i Chicago 22 juni 2009 för tävlingens nionde säsong med låten "Ain't No Sunshine". Han var en av 13 som tog sig vidare till tävlingens nästa fas, "Hollywood-veckan" där han var i samma grupp som medtävlarna Aaron Kelly och Crystal Bowersox. Alla tog sig vidare till "topp 24" och senare till "topp 5".
Lee DeWyze är den enda manliga tävlande i säsong nio som aldrig hamnade bland de tre sämsta i tittarnas veckovisa omröstningar. Under tävlingsmomenten framhävde domarna ofta hur han lyckats övervinna sin blyghet och personifierar tävlingen genom att vara en "vanlig" kille som letar efter en chans och gör sitt bästa när han får den.
Den 14 maj uppträdde han inför över 40 000 åskådare i Arlington Heights, en föreställning som var en del av hans American Idol "hemvändardag".
I den tionde och sista delfinalen som sändes i USA 19 maj 2010 blev medtävlaren Casey James utröstad och det blev klart att Lee DeWyze och Crystal Bowersox möts i säsongsfinalen 25 och 26 maj (uppträdande respektive röstningsresultat).
Lee DeWyze vann den nionde säsongen av American Idol. Resultatet presenterades i en direktsändning 26 maj 2010. Det första soloalbumet efter tävlingen var Live It Up som släpptes den 16 november 2010.

### Uppträdanden och tävlingsresultat
| Vecka #          | Tema                                          | Sångval                                                                          | Ursprungsartist                     | Ordning # | Resultat  |
| ---------------- | --------------------------------------------- | -------------------------------------------------------------------------------- | ----------------------------------- | --------- | --------- |
| Provspelning     | Tävlandes val                                 | "Ain't No Sunshine"                                                              | Bill Withers                        | N/A       | Avancerad |
| Hollywood        | Första solo                                   | "One of Us"                                                                      | Joan Osborne                        | N/A       | Avancerad |
| Hollywood        | Gruppuppträdande                              | "Get Ready"                                                                      | The Temptations                     | N/A       | Avancerad |
| Hollywood        | Andra solo                                    | "You Found Me"                                                                   | The Fray                            | N/A       | Avancerad |
| Topp 24 (12 Män) | Billboard Hot 100 Hits                        | "Chasing Cars"                                                                   | Snow Patrol                         | 7         | Säker     |
| Topp 20 (10 Män) | Billboard Hot 100 Hits                        | "Lips of an Angel"                                                               | Hinder                              | 10        | Säker     |
| Topp 16 (8 Män)  | Billboard Hot 100 Hits                        | "Fireflies"                                                                      | Owl City                            | 1         | Säker     |
| Topp 12          | The Rolling Stones                            | "Beast of Burden"                                                                | The Rolling Stones                  | 9         | Säker     |
| Topp 11          | Billboard #1 Hits                             | "The Letter"                                                                     | The Box Tops                        | 1         | Säker     |
| Topp 10          | R&B/Soul                                      | "Treat Her Like a Lady"                                                          | Cornelius Brothers & Sister Rose    | 8         | Säker     |
| Topp 9           | Lennon/McCartney                              | "Hey Jude"                                                                       | The Beatles                         | 9         | Säker     |
| Topp 9 1         | Elvis Presley                                 | "A Little Less Conversation"                                                     | Elvis Presley                       | 4         | Säker     |
| Topp 7           | Inspirerande låtar                            | "The Boxer"                                                                      | Simon & Garfunkel                   | 2         | Säker     |
| Topp 6           | Shania Twain                                  | "You're Still the One"                                                           | Shania Twain                        | 1         | Säker     |
| Topp 5           | Frank Sinatra                                 | "That's Life"                                                                    | Frank Sinatra                       | 5         | Säker     |
| Topp 4           | Filmmusik Solo Duett                          | "Kiss from a Rose" — Batman Forever "Falling Slowly" — Once med Crystal Bowersox | Seal Glen Hansard & Markéta Irglová | 1 3       | Säker     |
| Topp 3           | Tävlandens val Domarens val 2                 | "Simple Man" Hallelujah (Leonard Cohen)"                                         | Lynyrd Skynyrd Leonard Cohen        | 3 6       | Säker     |
| Topp 2           | Tävlandens val Simon Fullers val Kröningssång | "The Boxer" "Everybody Hurts" Beautiful Day"                                     | Simon & Garfunkel R.E.M. U2         | 1 3 5     | Vinnare   |

1. Eftersom domarna utnyttjade sin engångschans att rädda en deltagare, Michael Lynche, fortsatte alla Topp 9 tävlande till påföljande vecka.
2. Låten valdes av domaren Simon Cowell.

## Karriär efterIdol
Lee DeWyze är kontrakterad av Simon Fullers managementbolag 19 Entertainment och skivbolag RCA Records. Hans första singel, med Idol-vinnarlåten Beautiful Day släpptes på Itunes 27 maj 2010. Vid en presskonferens dagen efter sa Lee DeWyze "Jag tycker mycket om den sången; det är en verkligt bra sång... Är den nödvändigtvis i min genre? Nej. Det fanns sånger att välja emellan och jag valde den som jag tyckte bäst skulle passa tillfället."